# MT Pegasi
MT Pegasi (MT Peg) es una estrella en la constelación de Pegaso de magnitud aparente +5,89.
Se encuentra a 81 años luz de distancia del sistema solar.
MT Pegasi es una enana amarilla de tipo espectral G1V.
Es un análogo solar de 5781 K de temperatura efectiva con una luminosidad —calculada a partir del flujo bolométrico— un 23% superior a la luminosidad solar.
Tiene un radio apenas un 1% más grande que el del Sol y rota con una velocidad de rotación proyectada —límite inferior de la misma— de 5,08 km/s.
Con una masa de 1,07 masas solares, se piensa que es una estrella joven con una edad entre 680 y 1200 millones de años.
No se ha detectado exceso en el infrarrojo a 24 μm, por lo que no existe constancia de que este rodeada por un disco circunestelar de polvo.
Además, MT Pegasi está catalogada como variable BY Draconis, siendo su variación de brillo en banda U de 0,02 magnitudes. Su período fotométrico es de 8,10 días.
MT Pegasi posee una metalicidad muy semejante a la solar ([Fe/H] = +0,03).
Los diversos elementos evaluados muestran la misma tendencia, aunque los niveles de oxígeno y sodio son algo menores que en nuestra estrella.
Por otra parte, la abundancia relativa de litio es mayor que la del Sol (log(A)Li = 2,60).
MT Pegasi forma parte de la corriente de estrellas de la asociación estelar de la Osa Mayor, que incluye, entre otras estrellas, a π1 UMa, V774 Tauri y HD 165185, todas ellas de características semejantes a MT Pegasi.